# Тягинская сельская община
Тягинская сельская община (укр. Тягинська сільська громада) — территориальная община в Украине, в Бериславском районе Херсонской области с административным центром в селе Тягинка.
Площадь территории — 424,3 км², население общины — 9 788 человек (2020 г.).
Создана в 2020 году, согласно распоряжению Кабинета Министров Украины № 726-р от 12 июня 2020 года «Об определении административных центров и утверждении территорий территориальных общин Херсонской области», путём объединения территорий и населённых пунктов Бургунского, Высоковского, Львовского, Ольговского, Отрадокаменского и Тягинского сельських советов Бериславского района Херсонской области.

## Населенные пункты
В состав общины вошли села Бургунка, Высокое, Веровка, Львовские Отрубы, Львово, Николаевка, Отрадокаменка, Ольговка, Таврийское, Тягинка и поселок Матросовка.